# The Prince Party
The Prince Party è un cortometraggio muto del 1914. Il nome del regista non viene riportato.

## Trama
Fingendosi un vagabondo qualunque, il principe Francis di Furmia vuole conquistare il cuore di una bella ereditiera.

## Produzione
Il film fu prodotto dalla Essanay Film Manufacturing Company.

## Distribuzione
Distribuito dalla General Film Company, il film - un cortometraggio in tre bobine - uscì nelle sale cinematografiche USA il 13 novembre 1914.